# Payut Ngaokrachang
Payut Ngaokrachang (thaï : ปยุต เงากระจ่าง), né le 1er avril 1929 dans la province de Prachuap Khiri Khan et mort le 27 mai 2010 à Bangkok, est un dessinateur, un animateur et le réalisateur de Sudsakorn, le premier long métrage d'animation thaïlandais.

## Biographie[1]

### Enfance
Enfant, Payut est passionné par le théâtre d'ombres (le nang talung, une variante du nang yai) et par le dessin animé Félix le chat.
Ses passions et sa rencontre en 1941 avec le peintre Sanae Klaikluen (réalisateur de courts dessins animés gouvernementaux pédagogiques d'une minute recommandant le port du chapeau et des bottes aux fermiers thaïlandais) l'amène à l'animation.

### Adolescence
En 1944, Payut Ngaokrachang suit par correspondance les cours de Hem Vejakorn, un écrivain d'histoires de fantômes, célèbre illustrateur des couvertures des pulps, romans à trois sous ou à dix satangs des années 1940-1950 et illustrateur aussi de l'histoire de Khun Chang Khun Phaen, (Les écrits et les illustrations d'Hem Vejakorn inspirent aussi beaucoup Wisit Sasanatieng pour la réalisation de son film The Unseeable).

### Adulte

#### Début de sa carrière de réalisateur de dessin animé
En 1955, un an après la mort de son ami Sanae Klaikluen, en convalescence à la suite d'une maladie, il se décide enfin à réaliser son premier film d'animation : L'accident miraculeux (Miracle Happens / เหตุมหัศจรรย์ / Het Mahatsachan), un dessin animé de 12 minutes dont le personnage principal est un policier qui fait la circulation.

#### Au service de la diplomatie américaine
Payut attire ainsi l'intérêt de l'ambassade des États-Unis qui l'embauche comme artiste dans l'United States Information Service (USIS) pendant trente-trois ans. Pour sa formation, l'USIS propose à Payut d'étudier six à huit mois soit chez Disney, soit au Japon. Payut choisit le Japon.
En 1957, après son séjour au Japon, il réalise un dessin animé de vingt minutes considéré comme propagande anti-communiste, Les nouvelles aventures d'Hanuman (Hanuman in Danger / หนุมานเผชิญภัย/ Hanuman Phachoen Phai d'après le Ramayana ou Ramakien).
En 1963, il participe comme associé artistique au tournage du film Tarzan's Three Challenges (en).

#### Les aventures de Sudsakorn[5]
En 1976, toujours au service de l'ambassade des États-Unis, il commence de réaliser un long dessin animé Les aventures de Sudsakorn (Sudsakorn / สุดสาคร) dont l'histoire s'inspire du Phra Aphai Mani, un poème épique de 30 000 vers composé par Sunthorn Phu, fameux poète thaïlandais ayant vécu aux XVIIIe-XIXe siècles.
Le 13 avril 1979, jour de Songkran, son chef-d’œuvre de l'animation est terminé et il sort sur les écrans.
Apichatpong Weerasethakul se souvient avoir vu lors de sa sortie le chef-d’œuvre de Payut : « Une fois, j'ai entrepris le voyage pour aller voir le premier film d'animation thaï, L'Aventure de Sudsakorn, probablement au cinéma Rama, à côté de la clinique de mes parents. Dans la salle plongée dans le noir, j'étais impressionné par les motifs des costumes thaïs, les ornements qui paraient le cheval-dragon, les vagues artificielles et imaginaires. Je pensais tout bas : « Quel génie, ce Payut Ngakrachang, désormais nous n'avons plus besoin de voir les films d'animation japonais, nous sommes capables d'en réaliser de bien meilleurs ! » ».

## Filmographie
- 1955 : L'accident miraculeux (Miracle Happens / เหตุมหัศจรรย์ / Het Mahatsachan)[10]
- 1957 : Les nouvelles aventures d'Hanuman (Hanuman in Danger / หนุมานเผชิญภัย/ Hanuman Phachoen Phai) (film de propagande)[11] ;
- 1960 : A Boy and A Bear (เด็กกับหมี / Dek Kap Mi) (film de propagande) ;
- 1979 : Sudsakorn (สุดสาคร)[12].